# Dick Haymes
Richard Benjamin "Dick" Haymes, född 13 september 1918, död 28 mars 1980, var en amerikansk skådespelare och sångare, verksam under 1940-talet och första delen av 1950-talet.
Han föddes i Buenos Aires, Argentina av en irländsk mor, Margeruite Haymes, som var en välkänd sånglärarinna.
Dick Haymes framträdde med de stora orkestrarna (Harry James, Benny Goodman, Tommy Dorsey) såväl i radio som television och Hollywood-filmer under nämnda tidsperiod.
Han blev aldrig amerikansk medborgare och undvek därmed militärtjänstgöring under USA:s deltagande i andra världskriget (1941–1945), där Argentina var neutralt. Långt senare lades detta honom till last och 1955 var han nära att utvisas till sitt hemland, grundat på en ovidkommande teknikalitet i immigrationslagen.
Under en kort period av kriget var han internerad på Ellis Island.
Dick Haymes var gift sex gånger och hade sex barn. Hans mest omtalade äktenskap var med aktriserna Joanne Dru (1941–1949) och Rita Hayworth (1953–1955).
Haymes dog 1980 av lungcancer, 61 år gammal och bosatt i Los Angeles.

## Diskografi i urval
Album
- Rain or Shine (1955)
- Moondreams (1957)
- Look at Me Now! (1957)
- Richard the Lion-Hearted - Dick Haymes that is! (1960)

Hitsinglar (#1 på Billboard Hot 100)
- "It Can't Be Wrong" (1943)
- "You'll Never Know" (1943)
- "I'll Get By" (1944)